# كورتيس بلو
كورتيس بلو (بالإنجليزية: Kurtis Blow) هو موسيقي وملحن ودي جيه ومنتج أسطوانات ومغني أمريكي، ولد في 9 أغسطس 1959 في هارلم في الولايات المتحدة.

## وصلات خارجية
- كورتيس بلو على موقع IMDb (الإنجليزية)
- كورتيس بلو على موقع ميوزك برينز (الإنجليزية)
- كورتيس بلو على موقع أول موفي (الإنجليزية)
- كورتيس بلو على موقع إن إن دي بي (الإنجليزية)
- كورتيس بلو على موقع أول ميوزيك (الإنجليزية)
- كورتيس بلو على موقع ديسكوغز (الإنجليزية)
- كورتيس بلو على موقع قاعدة بيانات الفيلم (الإنجليزية)
- كورتيس بلو على موقع كينوبويسك (الروسية)